# TOI-696
TOI-696とは、地球からちょうこくぐ座の方向に約19.9パーセク（約64.9光年）離れた場所に位置する恒星である。3つの太陽系外惑星が周囲を公転していることが知られており、これらはいずれも地球より小さい。また、遠く離れた位置に詳細な性質がよく判明していない褐色矮星と思われる天体が伴星として存在している。伴星の公転周期は数十年とされている。

## 概要
TOI-696はスペクトル分類がM2Vの赤色矮星である。比較的穏やかな惑星であり、他の同種の若い恒星に比べてあまり活発ではない。実際、その年齢は40億年~90億年と推定されている。
直接観測されていないものの、恒星の重心の変動は伴星の存在を示している。しかし、その性質はよく分かっていない。測光データは、伴星が比較的明るい天体（一例として主星と同じくらい明るい恒星）である可能性を排除しており、伴星として可能性がある天体は褐色矮星であると考えられている。伴星が白色矮星であるという仮説も検討されているが、測光データによればその可能性は非常に低いと考えられている。
| 太陽 | TOI-696   |
| ---- | --------- |
| 太陽 | Exoplanet |

## 惑星系
| 名称 （恒星に近い順） | 質量                       | 軌道長半径 （天文単位）  | 公転周期 (日)                  | 軌道離心率         | 軌道傾斜角        | 半径                  |
| --------------------- | -------------------------- | ------------------------ | ------------------------------ | ------------------ | ----------------- | --------------------- |
| b                     | 0.26+0.14 −0.10（推定） M⊕ | 0.01239+0.00056 −0.00057 | 0.8602325+0.0000013 −0.0000011 | 0.033+0.035 −0.023 | 88.53+1.02 −1.14° | 0.685+0.037 −0.035 R⊕ |
| c                     | 0.81+0.55 −0.29（推定） M⊕ | 0.0327±0.0015            | 3.6942840+0.0000048 −0.0000044 | 0.039+0.040 −0.025 | 88.82+0.40 −0.26° | 0.941+0.051 −0.050 R⊕ |
| d                     | 0.92+0.66 −0.34（推定） M⊕ | 0.0400+0.0018 −0.0017    | 4.9652229+0.0000096 −0.0000075 | 0.036+0.060 −0.027 | 88.31+0.14 −0.13° | 0.981+0.070 −0.072 R⊕ |

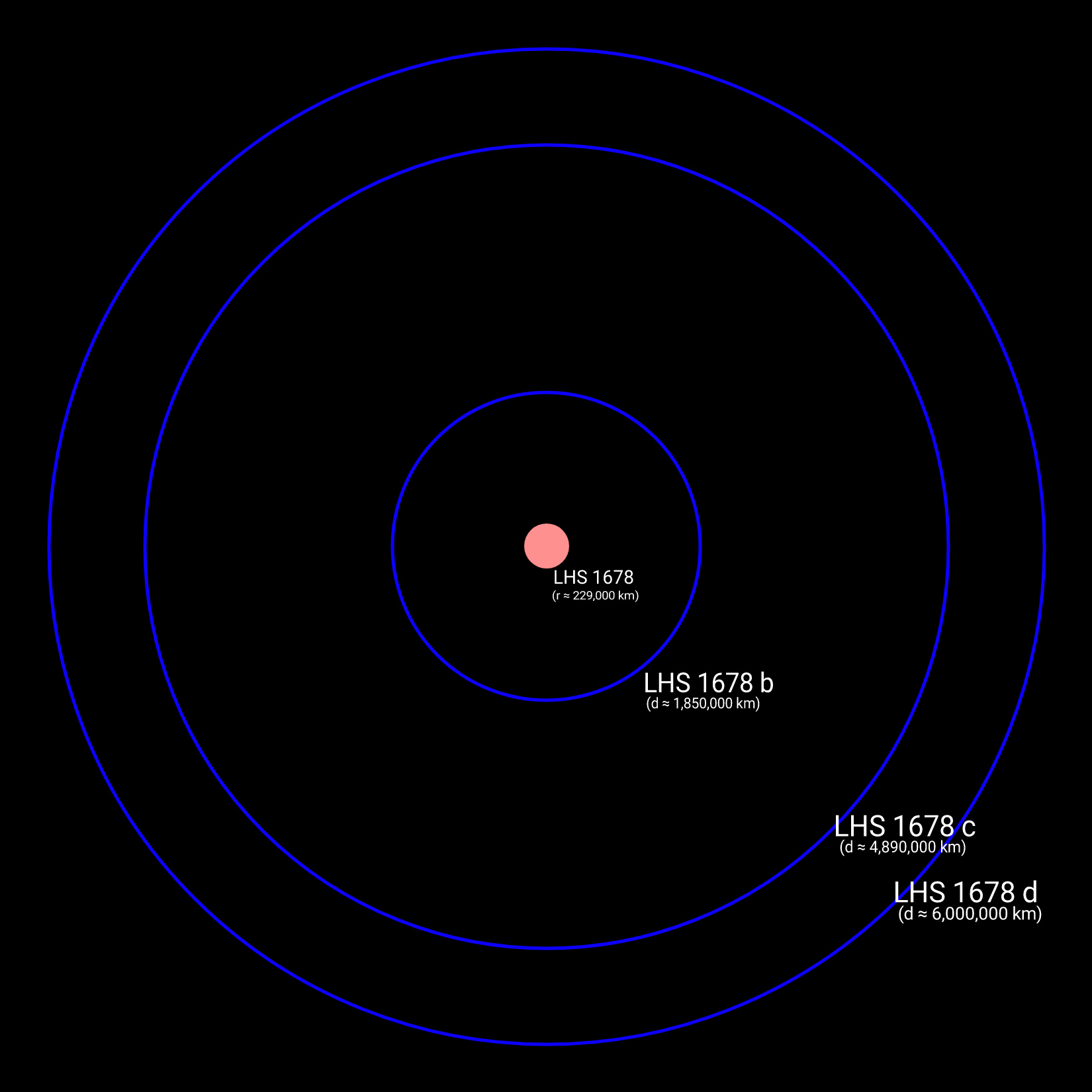
TOI-696系の惑星の軌道

TESSによるトランジット法を用いた観測によって、「TOI-696.01」「TOI-696.02」の2つの惑星候補が存在する可能性が示された。これらの惑星候補の公転周期はそれぞれ約0.86日と約14.76日であった。しかし、それらの分析が行われた結果、TOI-696.01は存在する可能性が高いものの、TOI-696.02は誤検出である可能性が高くなった。その後、元々のTOI-696.02の約1/4の周期を持つ信号が発見され、この公転周期約3.69日の惑星候補がTOI-696.02として修正された。惑星候補はドップラー分光法を含んだフォローアップ観測が行われ、惑星の存在は確認された。
TOI-696 bとTOI-696 cとして指定されたこれらの惑星の発見・確認は、2021年10月22日にarXivにて公表された。bとcは岩石質の惑星である。bは公転周期が1日よりも小さな超短周期惑星である（約21時間）。bは平衡温度が700ケルビンを超え、昼側は1000ケルビンを超えている。地球が太陽から受ける放射線の93倍の量を受け取っていることを考慮すると、大気は侵食または失った可能性があるとされ、また自転と公転の同期が発生しているとされている。質量は地球の約1/3で、月の約5倍の質量である。bの大きさは地球の約0.696倍と、以前までにTESSが発見した惑星の中で一番小さな惑星とされていたTOI-175 bの約0.85倍よりもさらに小さい値で、当時TESSで発見されていた惑星で一番小さな惑星となっていた。cはハビタブルゾーンの内縁近くの領域であるVenus zoneに位置し、暴走温室効果が発生して金星と同様の環境となっている可能性がある。地球の約13.5倍の放射線を主星から受け取っている。cの大きさも約0.982倍で、地球よりも小さい。
TOI-696系には、さらにトランジット信号が検出されており、bやcより主星から離れた位置（約 0.04 au）を公転する第3の惑星「TOI-696.03」が存在する可能性があった。TOI-696.03が誤検出である可能性は低いが、この惑星候補は発見が遅かったため、地上からのフォローアップ観測ができなかった。そのため、bやcの存在が確認された時点ではTOI-696.03の存在は確認には至っていなかった。地球が太陽から受ける放射線の9倍を受け取っている。その後もフォローアップ観測が行われ、TOI-696.03は2024年に存在が確認されてTOI-696 dとして指定された。約4.97日の公転周期を持ち、大きさは地球の約0.981倍と地球よりも小さい。dはcと4:3の軌道共鳴の関係にあることが判明している。また、この2つの惑星は半径や推定されている質量が似ている。
TOI-696の惑星は、今後のさらなる観測や大気の研究を目的としたジェイムズ・ウェッブ宇宙望遠鏡（JWST）による観測の有力なターゲットになると期待されている。また、bとcの間にある 0.014 - 0.029 au の範囲やdのさらに外側に未知の惑星が存在する余地も残されている。